# Mélanie René
Mélanie René (ur. 1 września 1990 w Genewie) – szwajcarska piosenkarka i autorka tekstów, reprezentantka Szwajcarii podczas 60. Konkursu Piosenki Eurowizji w 2015 roku.

## Życiorys
Wywodzi się z muzycznej rodziny, po raz pierwszy wystąpiła na scenie w wieku siedmiu lat. W latach 2003–2009 uczęszczała do szkoły muzycznej w Nyon, gdzie brała lekcje śpiewu, tańca, gry na fortepianie i teorii muzyki. 
W 2008 wystąpiła na Międzynarodowym Festiwalu Le Cerf d'Or w Braszowie. Rok później reprezentowała Szwajcarię na Międzynarodowym Festiwalu Georgesa Gregoriu w Braile, gdzie zajęła pierwsze miejsce, wykonując swoją autorską piosenkę Il chante aves les anges.
We wrześniu 2010 rozpoczęła studia na Akademii Muzycznej w Guildford, gdzie doskonaliła swój głos i osobowość sceniczną. W latach 2012–2014 uczęszczała do szkoły muzycznej w Brighton i uzyskała tam licencjat. Występowała także na różnych koncertach i imprezach charytatywnych.
31 stycznia 2015 roku z utworem „Time to Shine” wzięła udział w krajowych eliminacjach eurowizyjnych i wygrała je, dzięki czemu reprezentowała swój kraj podczas 60. Konkursu Piosenki Eurowizji organizowanego w Wiedniu. 21 maja wystąpiła w drugim półfinale konkursu i zdobyła w nim cztery punkty. Zajęła przez to ostatnie, siedemnaste miejsce i nie awansowała do finału.
W listopadzie 2016 roku wydała swój pierwszy album, zatytułowany Lettre de Noël.

## Dyskografia

### Albumy
- Lettre de Noël[3] (2016)

### Single
- Il chante aves les anges[4] (2009)
- Time to Shine (2015)
- On avait rêvé (2015)
- Little girl (2015)
- O Holy Night (2015)
- Lettre de Noël (2016)
- O Come All Yes Faithfull (2016)
- Lullaby (2016)
- Silent Night (2016)